# Adam Michnik
Adam Michnik (* 17. října 1946, Varšava) je polský historik, esejista, publicista a politický komentátor, šéfredaktor deníku Gazeta Wyborcza. Jeho polovičním bratrem je stalinistický soudce Stefan Michnik.

## Život
Adam Michnik se začal veřejně angažovat v různých neformálních diskusních klubech již na střední škole. V roce 1964 začal studovat historii na Varšavské univerzitě, ale již o rok později byl z politických důvodů podmínečně vyloučen ze studia. V roce 1968 se zúčastnil březnových demonstracích polských studentů a byl zato odsouzen k nepodmíněnému trestu odnětí svobody na tři roky. Roku 1969 byl sice na amnestii propuštěn, ale ve studiu mohl pokračovat až roku 1970 na Univerzitě Adama Mickiewicze v Poznani. Zde studia sice dokončil, ale musel pak dva roky pracovat jako svářeč. Poté žil v letech 1976 až 1977 v Paříži, ale rozhodl se vrátit do vlasti, kde se naplno zapojil do opozičního hnutí proti komunistickému režimu.
Byl spoluzakladatelem Výboru na ochranu pracujících (KOR – Komitet Obrony Robotników) a následně výraznou osobností nezávislého odborového hnutí Solidarita. Až do roku 1989 se podílel na vydávání samizdatových periodik Zapis, Krytyka a Biuletyn Informacyjny. Poté, co Wojciech Jaruzelski vyhlásil v prosinci 1981 v Polsku výjimečný stav, byl zatčen a internován (na svobodu byl propuštěn až v roce 1984). Za organizování stávky v gdaňských loděnicích byl však v letech 1985–1986 znovu uvězněn. Celkem strávil ve vězení šest let.

Od roku 1988 působil jako poradce Lecha Wałęsy a v roce 1989 se s ním podílel na jednáních u kulatého stolu s představiteli komunistické moci. V prvních postkomunistických svobodných volbách v Polsku byl pak zvolen poslancem a tento mandát vykonával dva roky. Od roku 1989 je šéfredaktorem polského deníku Gazeta Wyborcza, který pomáhal založit (pro své příspěvky zde používal také pseudonymy Andrzej Zagozda a Andrzej Jagodziński).

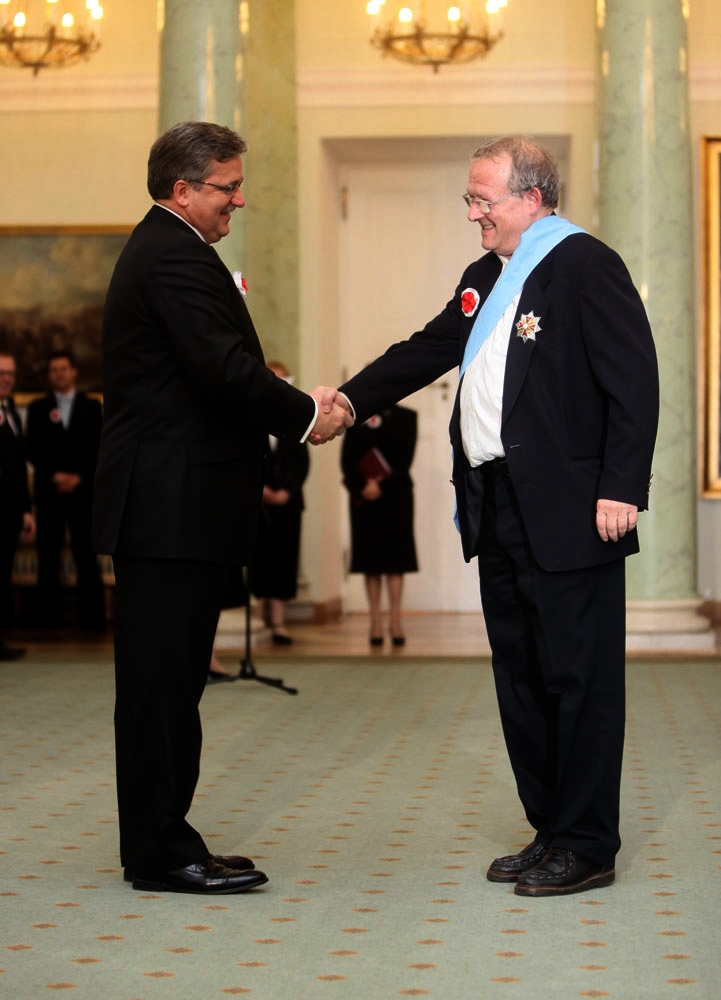
Přebírání Řádu bílé orlice (2010)

Je autorem mnoha knih (do roku 1989 mohly vycházet jen v cizině), ve kterých se věnuje polským dějinám i dějinám celého středoevropskému prostoru, a to zejména v posledních dvou stoletích. Své články publikuje nejen doma, ale také v mnoha zahraničních časopisech jako je Der Spiegel, Le Monde, Libération, Lettre Internationale, The New York Review of Books, The Washington Post a v další.

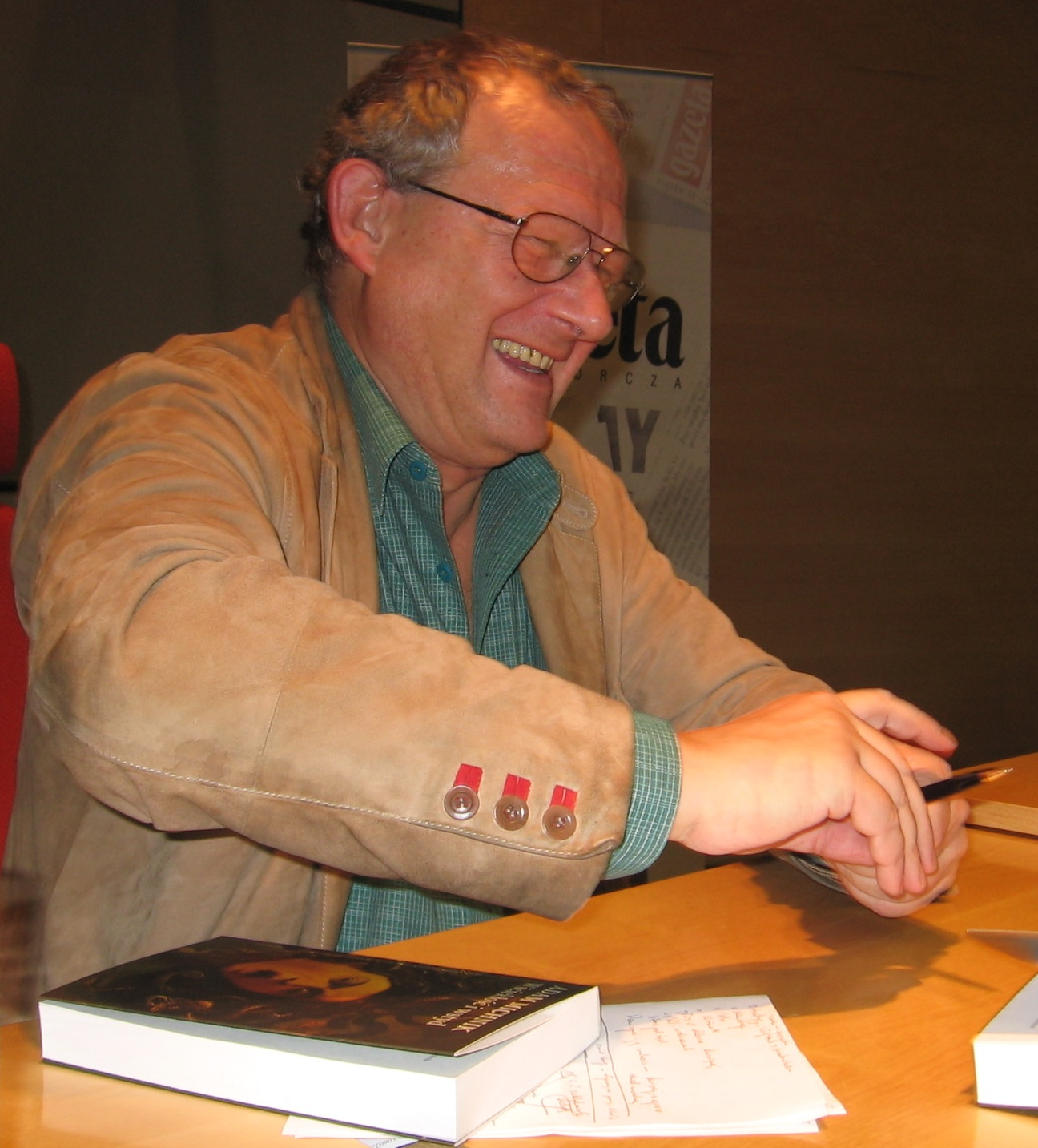
Adam Michnik (2006)

Za svou činnost obdržel Adam Michnik celou řadu významných ocenění. Čestný doktorát (dr. h. c.) mu byl udělen na mnoha vysokých školách (například The New School for Social Research v New Yorku, University of Minnesota, Connecticut College, University of Michigan, Pedagogická univerzita v Krakově, Karlova univerzita v Praze), roku 2003 mu byl propůjčen Řád Tomáše Garrigua Masaryka III. třídy a roku 2010 získal nejvyšší polské státní vyznamemání Order Orła Białego (Řád bílé orlice).
Na záznamu zveřejněném roku 2021 a pořízeném v roce 2001 k 20. výročí zavedení stanného práva v Polsku Michnik oslavoval Jaruzelského: "Oba muži se vroucně objímají a je vidět, že se jedná o velmi přátelský večírek. 'Miluji ho, miluji ho, miluji ho,' říká Michnik a pak pokračuje: 'Pro mě je generál polský vlastenec a vždy jím byl'. Další část záznamu ukazuje, jak Michnik viděl roli Jaruzelského v tehdejším Polsku. 'Bez něj by nic nebylo. Bez tebe by nebylo nic, Wojteku. Nic,' říká někdejší představitel Solidarity Adam Michnik a dodává: 'Jen vy a (šéf Solidarity Lech) Wałęsa, to byli dva lidé, kteří mohli změnit běh dějin a vy jste to dokázali.' Podle Michnika stanné právo v Polsku bylo 'nejliberálnějším státním převratem v dějinách světa'."
Při nastolení válečného stavu v Polsku bylo zabito 91 osob a 10 131 opozičních vůdců a aktivistů bylo komunistickou mocí uvězněno bez soudů, většinou ve zřízených internačních táborech.

## Výběrová bibliografie
- Kościół, lewica, dialog (1977, Církev, levice, dialog),
- Szanse polskiej demokracji (1984),
- Z dziejów honoru w Polsce (1985),
- Takie czasy… Rzecz o kompromisie (1985, Taková je doba: O kompromisu),
- Polskie pytania (1987),
- Między Panem a Plebanem (1995),
- Diabeł naszego czasu (1995),
- Wyznania nawróconego dysydenta (2003),
- Wściekłość i wstyd (2005),
- W poszukiwaniu utraconego sensu (2007, Hledání ztraceného smyslu).

## Česká vydání
- Taková je doba: O kompromisu, Aneks, Londýn 1985, překladatel neuveden, znovu Lidové noviny, Praha 1988 (samizdat),
- Sokratův stín, Kalligram – Doplněk, Bratislava – Brno 1998, výbor z publicistiky, přeložili Václav Burian, Vlasta Dvořáčková, Pavla Foglová, Marie Havránková, Olga Hostovská, Daniela Lehárová a Erich Sojka.